# 內格雷什蒂
內格雷什蒂是羅馬尼亞的城鎮，位於該國東部，距離首府瓦斯盧伊30公里，由瓦斯盧伊縣負責管轄，面積61.10平方公里，海拔高度120米，2007年人口10,232，大多數居民信奉東正教。